# Lista över svenska teleskopord
Detta är en lista över svenska teleskopord.

## B
- Blandinaviska, av blandning och skandinaviska
- Blingon, av blåbär och lingon
- Burkini, av burka och bikini. Bildat på engelska och sedan inlånat till svenskan.[1]

## F
- Faktion, av fakta och fiktion.
- Friggebod, av Friggebo och bod.
- Frunch, av frukost och lunch.[2]

## H
- Hemester, av hem och semester.

## I
- Infotainment, av information och entertainment.

## J
- Jaguon, av jaguar och lejon.

## K
- Knaffel, av kniv och gaffel.
- Kned, av kniv och sked.
- Kvirkel, av kvadrat och cirkel.

## L
- Lejpard, av lejon och leopard.
- Lejuar, av lejon och jaguar.
- Leopon, av leopard och lejon.
- Liger, av lejon och tiger.

## M
- Metalcore, av heavy metal och hardcore punk.
- Modem, av modulator och demodulator.
- Moped, av motor och pedal.
- Motell, av motor och hotell.

## O
- Odellplatta, av Mats Odell och bottenplatta.

## S
- Skaffel, av sked och gaffel.
- Smartbook, av smartphone och netbook.
- Smulgubbe, av smultron och jordgubbe.
- Spim, av spam och instant messaging.
- Stampus, av studentförening och campus.
- Svemester, av Sverige och semester.
- Svengelska, av svenska och engelska.
- Svorska, av svenska och norska.
- Sändtagare, av sändare och mottagare

## T
- Tanzania, av Tanganyika och Zanzibar.
- Tigon, av tiger och lejon.
- Transceiver, av transmitter och receiver.
- Transponder, av transmitter och responder.

## Z
- Zonkey, av zebra och donkey.
- Zorse, av zebra och horse.